# 国防部青年救国团
国防部青年救国团，简称“青救团”，也称“国防部青年反共救国团”，是1949年在浙东集结整编、隶属于中华民国国防部政工局的特工部队。

## 历史
1948年12月底，蒋经国安排尚存的戡亂建國工作總隊（大上海青年服务总队）、绥靖总队、人民服务第一总队、人民服务第二总队的各大队从各地调防浙东宁波、溪口，改编为国防部青年救国团第一总队、第二总队、第三总队、第四总队。 
1949年3月下旬，胡轨组建“浙东义勇总队”潜伏应变，任命原国防部驻杭州少将部员陈庆尚为司令。陈尚庆任命各支队的支队长。其中，陈迪化的第十一支队多数来自李延年残部，武装人员最多、装备最精良、最有作战经验。
1949年3、4月间，团长胡轨中将率部从杭州乘火车至广州，撤台。

## 组织架构
- 团长胡轨中将
- 第一總隊：戡建总队改编。總隊長王昇。
- 第二总队：绥靖总队改编。总队长刘培初少将
- 第三总队：人民服务第一总队改编。总队长郭仲容（黄埔六期）少将，下辖四个大队；[4]
- 第四总队：人民服务第二总队改编。总队长颜邦屏（黄埔六期）少将，下辖五个大队。

1949年7月，青年救国团三、四总队改编为国防部政治工作团一、二总队，颜邦屏任政工团常务中将副团长兼政工团第二总队总队长。邓文仪任该团团长。